# Neolophonotus crassicolis
Neolophonotus crassicolis là một loài ruồi trong họ Asilidae. Neolophonotus crassicolis được Londt miêu tả năm 1985. Loài này phân bố ở vùng nhiệt đới châu Phi.